# ك. روبن جبريل
ك. روبن جبريل (بالإنجليزية: K. Ruben Gabriel)‏ هو إحصائي أمريكي، ولد في 1929 في ألمانيا، وتوفي في 2003 بسبب سرطان البنكرياس.